# Bosnien och Hercegovinas damlandslag i basket
Bosnien och Hercegovinas damlandslag i basket representerar Bosnien och Hercegovina i basket på damsidan. Laget deltog första gången i Europamästerskapet 1997

### Fotnoter
1. ↑  Todor Krastev (22 mars 1997). ”Women Basketball European Championship 1997 Hungary - 06-13.06 Winner Lithuania” (på engelska). Sport Statistics. Arkiverad från originalet den 3 juli 2015. https://web.archive.org/web/20150703222240/http://todor66.com/basketball/Europe/Women_1997.html. Läst 23 juni 2015.